# Brookesia exarmata
Brookesia exarmata Schimmenti & Jesu, 1996 è un piccolo sauro della famiglia Chamaeleonidae, endemico del Madagascar.

## Descrizione
Brookesia exarmata ha un colore brunastro tendente al beige e presenta scaglie di colore bruno lungo il dorso. Questa specie di camaleonte si distingue grazie alla forma allungata (è una specie abbastanza grande rispetto alle altre specie di Brookesia).

## Distribuzione e habitat
L'areale di questa specie è ristretto al massiccio di Bemaraha nel Madagascar centro-occidentale.

## Conservazione
La IUCN Red List classifica B. exarmata come specie in pericolo di estinzione (Endangered).
La specie è inserita nella Appendice II della Convention on International Trade of Endangered Species (CITES).